# Violkorn
Violkorn (Hordeum brevisubulatum) är en gräsart som först beskrevs av Carl Bernhard von Trinius, och fick sitt nu gällande namn av Heinrich Friedrich Link. I den svenska databasen Dyntaxa används istället namnet Hordeum violaceum. Enligt Catalogue of Life ingår Violkorn i släktet kornsläktet och familjen gräs, men enligt Dyntaxa är tillhörigheten istället släktet kornsläktet och familjen gräs. Arten förekommer tillfälligt i Sverige, men reproducerar sig inte. Inga underarter finns listade i Catalogue of Life.